# Ирбис (хоккейный клуб)
«Ирбис» — российский хоккейный клуб из Казани. Выступает в Чемпионате Молодёжной хоккейной лиги. Является молодёжной командой клуба «Ак Барс». Образован в 2011 году.

## История

### Выступления в МХЛ
| Сезон   | Регулярный чемпионат             | Плей-офф   |
| ------- | -------------------------------- | ---------- |
| 2009/10 | 5-е место в конференции «Восток» | 1/4 финала |
| 2010/11 | 2-е место в дивизионе «Поволжье» | 1/8 финала |
| 2011/12 | 1-е место в дивизионе «Поволжье» | 1/8 финала |

## История выступлений

### Результаты выступления в МХЛ-Б
И — количество проведенных игр, В — выигрыши в основное время, ВО — выигрыши в овертайме, ВБ — выигрыши в послематчевых буллитах, ПО — проигрыши в овертайме, ПБ — проигрыши в послематчевых буллитах, П — проигрыши в основное время, О — количество набранных очков, Ш — соотношение забитых и пропущенных голов, МЧ — место в чемпионате, МК — место в конференции
| Сезон   | И   | В  | ВО | ВБ | ПБ | ПО | П  | О   | Ш       | РС | Плей-офф                                         |  |
| ------- | --- | -- | -- | -- | -- | -- | -- | --- | ------- | -- | ------------------------------------------------ |  |
| 2011/12 | 36  | 17 | 1  | 1  | 5  | 2  | 10 | 62  | 127-93  | 7  | Проиграли в первом раунде: 1-3 Стальные Львы     |  |
| 2012/13 | 44  | 31 | 1  | 1  | 2  | 1  | 8  | 100 | 145-77  | 3  | Проиграли во втором раунде: 3-0 Мечел, 1-3 Батыр |  |
| 2013/14 | 38  | 16 | 3  | 0  | 4  | 1  | 14 | 59  | 120-103 | 15 | Проиграли в первом раунде: 0-3 Мечел             |  |
| Всего   | 118 | 64 | 5  | 2  | 11 | 4  | 32 | 221 | 392-273 | -  |                                                  |  |

### Результаты выступления в МХЛ
И — количество проведенных игр, В — выигрыши в основное время, ВО — выигрыши в овертайме, ВБ — выигрыши в послематчевых буллитах, ПО — проигрыши в овертайме, ПБ — проигрыши в послематчевых буллитах, П — проигрыши в основное время, О — количество набранных очков, Ш — соотношение забитых и пропущенных голов, МЧ — место в чемпионате, МК — место в конференции
| Сезон   | И   | В   | ВО | ВБ | ПБ | ПО | П   | О   | Ш        | РС | Плей-офф |
| ------- | --- | --- | -- | -- | -- | -- | --- | --- | -------- | -- | --- |
| 2014/15 | 54  | 23  | 0  | 1  | 4  | 3  | 23  | 78  | 161-171  | 21 | Поражение в 1/16 финала, 0-3 (Кристалл Бдк)                                                                 |
| 2015/16 | 44  | 23  | 1  | 2  | 1  | 3  | 14  | 79  | 145-88   | 10 | В плей-офф не играли                                                                                        |
| 2016/17 | 60  | 34  | 3  | 3  | 1  | 2  | 17  | 117 | 197-139  | 6  | Победа в 1/8 финала, 3-2 (Белые Медведи) Поражение в 1/4 финала, 2-3 (Кузнецкие Медведи)                    |
| 2017/18 | 60  | 28  | 3  | 5  | 0  | 5  | 19  | 105 | 166-148  | 14 | Поражение в 1/8 финала, 2-3 (Мамонты Югры)                                                                  |
| 2018/19 | 60  | 23  | 3  | 4  | 1  | 4  | 25  | 65  | 158-150  | 17 | В плей-офф не играли                                                                                        |
| 2019/20 | 64  | 37  | 2  | 3  | 6  | 1  | 15  | 91  | 185-121  | 7  | Победа в 1/8 финала, 3-0 (Сибирские Снайперы) — чемпионат МХЛ прерван из-за пандемии                        |
| 2020/21 | 56  | 30  | 5  | 3  | 2  | 4  | 12  | 82  | 175-120  | 4  | Победа в 1/8 финала, 3-1 (Авто) Победа в 1/4 финала, 3-1 (Белые Медведи) Поражение в 1/2 финала, 1-3 (Локо) |
| Всего   | 399 | 198 | 17 | 21 | 15 | 22 | 125 | 535 | 1187-937 |    | |

### Лучшие бомбардиры команды
- 2011/12 — Никита Белов — 29 (10+19) — МХЛ-Б
- 2012/13 — Никита Белов — 30 (12+18) — МХЛ-Б
- 2013/14 — Александр Зубковский — 32 (12+20) — МХЛ-Б
- 2014/15 — Артём Расулов — 38 (16+22) — МХЛ
- 2015/16 — Евгений Филин — 32 (14+18) — МХЛ
- 2016/17 — Артём Расулов — 54 (23+31) — МХЛ
- 2017/18 — Артём Валеев — 34 (16+18) — МХЛ
- 2018/19 — Айрат Вильданов — 43 (19+24) — МХЛ
- 2019/20 — Адель Булатов — 40 (10+30) — МХЛ

## Руководство и тренерский штаб
- Президент — Маганов Наиль Ульфатович
- Вице-президент —
- Директор — Усманов Мансур Мидехатович

- Главный тренер — Касаткин Вячеслав Александрович
- Тренер — Корнилов Павел Вячеславович
- Тренер — Гущин Артём Равилевич

## Клубные рекорды
| Индивидуальные рекорды игроков за один сезон Регулярный чемпионат |                            |       |         |
| Статистика                                                        | Игрок                      | Всего | Сезон   |
| Голы                                                              | Станислав Бочаров          | 34    | 2009/10 |
| Передачи                                                          | Денис Голубев              | 38    | 2009/10 |
| Очки                                                              | Станислав Бочаров          | 61    | 2009/10 |
| Очки, защитник                                                    | Егор Яковлев               | 32    | 2010/11 |
| Лучший + / -                                                      | Булат Байкеев Никита Донец | +31   | 2011/12 |
| Штр. минуты                                                       | Денис Голубев              | 96    | 2009/10 |
| Лучший КН (вратарь) Сыгравший не менее 1200 минут                 | Евгений Орлов              | 2.08  | 2010/11 |
| Победы (вратарь)                                                  | Денис Перевозчиков         | 19    | 2011/12 |

| Рекорды команды за один сезон Регулярный чемпионат |       |         |
| Статистика                                         | Всего | Сезон   |
| Больше всего очков                                 | 125   | 2011/12 |
| Больше всего побед                                 | 42    | 2011/12 |
| Больше всего ГЗ                                    | 241   | 2011/12 |
| Меньше всего ГЗ                                    | 150   | 2009/10 |
| Больше всего ГП                                    | 162   | 2011/12 |
| Меньше всего ГП                                    | 134   | 2010/11 |

## Участники Кубка Вызова МХЛ
- 2015 — Артём Расулов Н
- 2016 — Михаил Сидоров З, Александр Редков Н
- 2017 — Артём Валеев Н, Александр Хованов Н
- 2018 — Артём Галимов Н
- 2019 — Радик Ахметгалиев З
- 2020 — Артур Ахтямов В